# Erich Buschenhagen
Erich Buschenhagen, nemški general, * 8. december 1895, † 13. september 1994.